# Eketjärnen (Karlanda socken, Värmland)
Eketjärnen är en sjö i Årjängs kommun i Värmland och ingår i Göta älvs huvudavrinningsområde. Sjön har en area på 0,149 kvadratkilometer och ligger 174,6 meter över havet.

## Delavrinningsområde
Eketjärnen ingår i det delavrinningsområde (661188-129180) som SMHI kallar för Mynnar i Rinnan. Medelhöjden är 192 meter över havet och ytan är 34,64 kvadratkilometer. Det finns inga avrinningsområden uppströms utan avrinningsområdet är högsta punkten. Vattendraget som avvattnar avrinningsområdet har biflödesordning 4, vilket innebär att vattnet flödar genom totalt 4 vattendrag innan det når havet efter 339 kilometer. Avrinningsområdet består mestadels av skog (68 procent), öppen mark (11 procent) och jordbruk (13 procent). Avrinningsområdet har 0,33 kvadratkilometer vattenytor vilket ger det en sjöprocent på 0,9 procent.